# اسیوط براج
اسیوط براج (به عربی: قناطر أسیوط) یک سد و نیروگاه جریانی روزمینی در مصر است که در استان اسیوط واقع شده‌است.